# Aerides maculosa
Aerides maculosa är en orkidéart som beskrevs av John Lindley. Aerides maculosa ingår i släktet Aerides och familjen orkidéer. Inga underarter finns listade i Catalogue of Life.